# 杜拉斯諾
杜拉斯諾是烏拉圭的城市，也是杜拉斯諾省的首府，位於該國中部，距離特立尼達40公里，始建於1821年10月12日，主要經濟活動有農業和農產品加工業，2004年人口30,529。

## 外部連結
- Durazno's Hall Town （页面存档备份，存于） （西班牙文）
- INE map of Durazno （页面存档备份，存于）